# The Washington Post

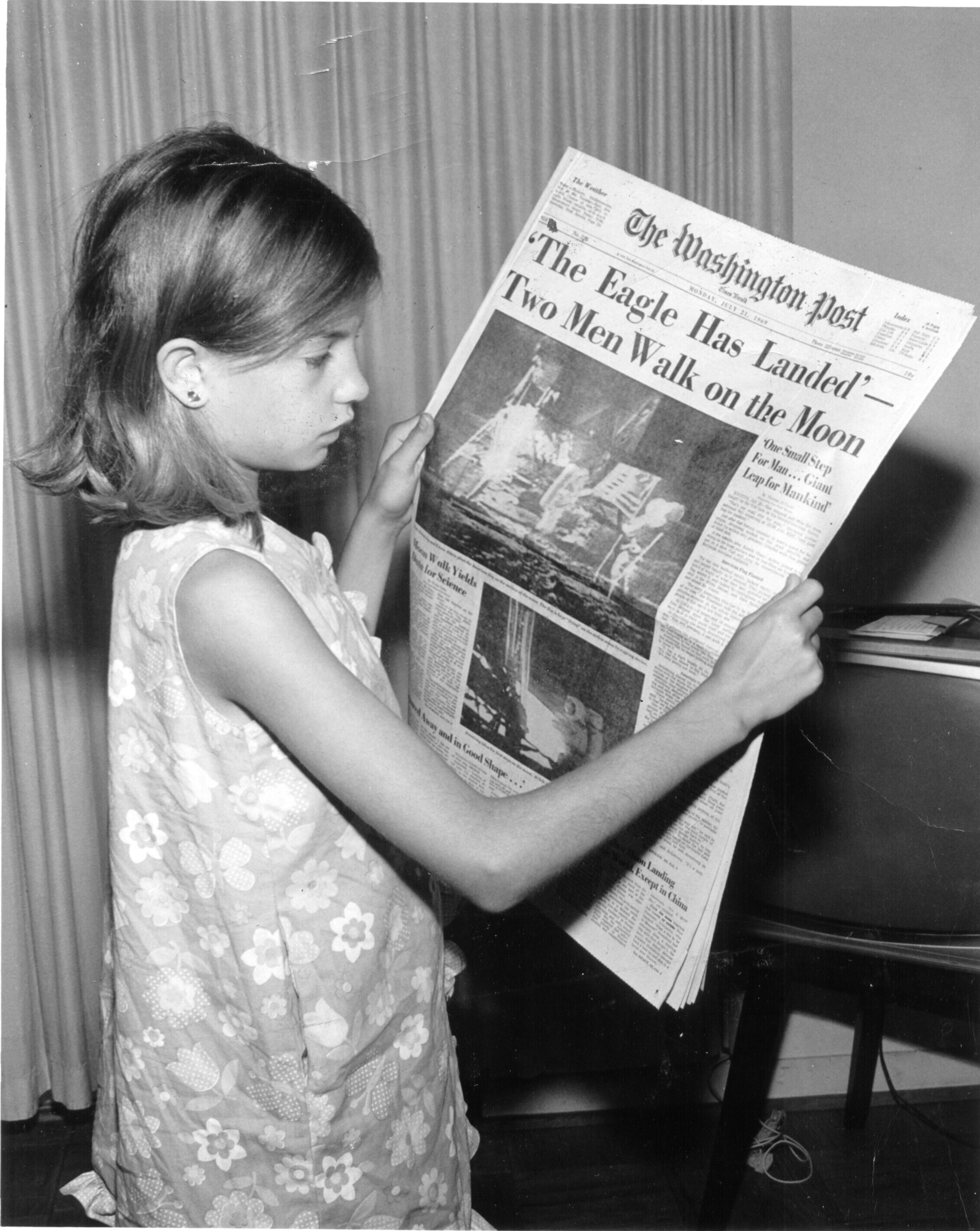
The Washington Post van 21 juli 1969

The Washington Post, kortweg aangeduid als de Post, is de grootste en oudste krant in Washington D.C.
De krant verkreeg wereldwijde faam in het begin van de jaren zeventig door het onderzoek naar het Watergateschandaal door Bob Woodward en Carl Bernstein, dat uiteindelijk leidde tot het aftreden van president Nixon.
De status van de Post als Amerikaanse dagelijkse krant was vergelijkbaar met die van de The New York Times. De Post had vooral een goede reputatie wat betreft de verslaggeving van Amerikaanse politiek. Dit is het voordeel van haar positie in het hart van de Amerikaanse politiek: Washington.
Sinds 2013 is Amazon.com-oprichter Jeff Bezos de eigenaar van de krant. Hiervoor was de krant onderdeel van The Washington Post Company, die eigenaar was van een aantal media, zoals Newsweek magazine, en het online magazine Slate, en een aantal niet aan media gerelateerde bedrijven. Na de verkoop ging The Washington Post Company verder onder een nieuwe naam.

## Geschiedenis
De krant werd in 1877 opgericht door Stilson Hutchins en in 1880 was het de eerste krant in Washington die dagelijks verscheen. In 1899 publiceerde de krant aan de vooravond van de Spaans-Amerikaanse Oorlog een tekening van Clifford K. Berryman, getiteld Remember the Maine. Deze tekening ging over de explosie die plaatsvond op het USS Maine. Deze explosie werd door de Amerikanen gebruikt als excuus om de Spanjaarden de oorlog te verklaren.
In 1905 kwam de krant onder controle van Washington McLean en zijn zoon John Roll McLean, die al eigenaar waren van de Cincinnati Enquirer. Toen John in 1916 overleed zorgde hij ervoor dat de krant in een trust kwam omdat hij geen vertrouwen had in zijn zoon Ned McLean. Deze vocht de regeling voor het gerecht aan en wist de trust op te breken. Nadat hij de controle over de krant had gekregen ging het snel bergafwaarts en in 1933 werd de krant verkocht tijdens een faillissementverkoop. De nieuwe eigenaar Eugene Meyer, een van de gouverneurs van de Federal Reserve, wist de krant snel weer gezond te maken.
In 1933 benoemde Meyer de basisprincipes van de krant, hij schreef zeven punten in zijn mission statement die nog altijd actueel zijn. De eerste regel is altijd de waarheid te vertellen. De krant is verplicht aan haar lezers en het grote publiek, en niet jegens de particuliere belangen van de eigenaren. Bij het nastreven van de waarheid zal de krant bereid zijn offers te brengen, als een dergelijke koers noodzakelijk is voor het algemeen belang. De krant zal tot slot niet de bondgenoot zijn van een speciaal belang, maar zal eerlijk en vrij zijn in haar kijk op openbare aangelegenheden en publieke mensen.
Philip L. Graham, de schoonzoon van Meyer, werkte zich op tot nieuwe uitgever op het moment dat Meyer overleed in 1959. Met de overname van zijn belangrijkste concurrent, de Times-Herald, werd de Post de enige ochtendkrant in Washington. Vanaf dat moment was de enige overgebleven concurrent The Washington Star (The Evening Star), totdat deze krant in 1981 ten onder ging.
Na de zelfmoord van Graham in 1963 ging de controle over The Washington Post Company over op Meyers dochter en tevens Grahams vrouw: Katharine Graham. Zij was de uitgever van de krant van 1969 tot 1979, voorzitter van de raad van 1973 tot 1991 en voorzitter van het uitvoerend comité van 1993 tot haar dood in 2001. Haar zoon, Donald Graham, was de uitgever van 1979 tot 2000 toen Boisfeuillet Jones, Jr de nieuwe uitgever en CEO werd van The Washington Post.
Tot 2005 heeft de Post onder andere 18 Pulitzerprijzen, 18 Nieman Fellowships en 368 White House News Photographers Association Awards gekregen.

### Aankoop krant door Jeff Bezos
Op 5 augustus 2013 werd bekend dat Jeffrey Bezos, de oprichter van Amazon.com, The Washington Post en enkele onderliggende kranten aankocht voor 250 miljoen dollar. De oude eigenaar, The Washington Post Company, ging verder onder een nieuwe naam. De reden voor de verkoop van de krant en enkele onderliggende kranten was de slechte oplage. Op 1 oktober 2013 werd de transactie afgerond en Bezos beloofde de waarden van de krant niet te veranderenen zich niet bezig te houden met de dagelijkse werkzaamheden en de krant niet radicaal te veranderen. In een open brief aan de werknemers schreef hij: "We zullen doorgaan de waarheid te volgen, waar die ook naartoe leidt, en we zullen hard werken om geen fouten te maken. En als we die toch maken, zullen we daar eerlijk over zijn."
In februari 2016 werd de slogan "Democracy Dies in Darkness" geïntroduceerd.
Voor de Amerikaanse presidentsverkiezingen hield Bezos in oktober 2024 een hoofdcommentaar tegen waarin steun werd uitgesproken voor de Democratische kandidaat Kamala Harris. Voor het eerst in 36 jaar bekende de krant geen politiek voorkeur. In korte tijd zegden meer dan 200.000 mensen hun abonnement op.
In december 2024 doneerde hij een miljoen dollar aan de pas verkozen presidentskandidaat Donald Trump. Washington Post-cartoonist Ann Telnaes maakte een spotprent waarop Jeff Bezos en enkele anderen voor een standbeeld van Donald Trump knielen, waarbij ze hem ieder een zak geld aanbieden. De spotprent werd geweigerd door The Washington Post, waarop ze ontslag nam.
Eind februari 2025 kondigde Bezos aan dat de opiniepagina's van de krant alleen nog maar positief over persoonlijke vrijheden en de vrije markt geschreven mag worden. David Shipley, de opiniechef van de krant, nam daarop ontslag.
De ontwikkelingen van begin 2025 zorgden ervoor dat de krant haar sterke reputatie van objectieve kwaliteitskrant verloor.